# Aprendiendo a amar
Aprendiendo a amar fue una telenovela mexicana, dirigida por Alfredo Saldaña y producida por  Ernesto Alonso para la cadena Televisa. Se emitió por El Canal de las Estrellas entre 1980 y 1981 con un total de 200 capítulos. Fue protagonizada por Susana Dosamantes y Ernesto Alonso, con las actuaciones antagónicas de Susana Alexander, Erika Buenfil, Mercedes Pascual, Tony Bravo, Raymundo Capetillo y Fabio Ramírez.

## Argumento
César Peñaranda es un millonario que, a pesar de tener todo para ser feliz, no lo es. En su madurez, se da cuenta de que en su afán de acumular su fortuna ha perdido los mejores años de su vida. César está casado con Cristina, una mujer neurótica y acomplejada, que a causa de la depresión que padece se ha hecho peligrosamente celosa.  Ambos tienen dos hijas: Jimena, joven dedicada y generosa que hace a un lado su posición social para ayudar a los más necesitados en su labor de doctora en la Clínica Montes; y Natalia, jovencita caprichosa que manipula a su familia con un falso problema cardíaco.
La vida de César dará un giro cuando aparezca en su vida la doctora Teresa Ibáñez, quien también trabaja en la clínica Montes. César por fin siente que la vida le está dando una segunda oportunidad en el amor, pero Teresa tiene sus propios problemas: carga con el dolor de tener a su padre en la cárcel, y su novio un oportunista descarado la abandona para irse con otra mujer dejándola embarazada. Teresa se enfrenta a la difícil tarea de criar sola a su hijo, sin embargo pierde al bebé. En su desesperación y tristeza, finalmente hallará consuelo en los brazos de César. A su vez, Cristina se une a Amanda Montes para destruir la buena reputación de César en la clínica. Teresa y César encontrarán el amor al final de las malas jugadas que les presenta el destino.

## Elenco
- Susana Dosamantes - Teresa Ibáñez
- Ernesto Alonso† - César Peñaranda
- Susana Alexander - Cristina de Peñaranda
- Erika Buenfil - Natalia Peñaranda
- Lupita D'Alessio - Jimena Peñaranda
- Raymundo Capetillo† - Hugo
- Tony Bravo - Adrián
- Columba Domínguez† - Carmelita
- Héctor Sáez - Ricardo Ibáñez
- Miguel Maciá - Pedro Ibáñez
- Mercedes Pascual† - Amanda Montes
- Carlos Bracho - Alfredo
- Miguel Manzano† - Mario Plaza
- Flor Trujillo - Susy del Río
- Fabio Ramírez - Walter Simpson
- Celia Manzano - Lupe
- Ricardo Martí - Alejandro
- Francisco Avendaño - León
- Tony Saldaña
- Alicia Montoya - Madre Esperanza

## Curiosidades
Fue retransmitida por el canal TlNovelas en el año 2004.